# اگینکورت، تورنتو
اگینکورت، تورنتو (به انگلیسی: Agincourt, Toronto) یک منطقهٔ مسکونی در کانادا است که در انتاریو واقع شده‌است.